# Neuwittendorf
Neuwittendorf ist ein Ortsteil von Neuwürschnitz, das 1999 nach Oelsnitz/Erzgeb. eingemeindet wurde. Neuwittendorf entstand auf der Wüstung Wittendorf.

## Lage
Neuwittendorf ist als Häuslerzeile beziehungsweise als Waldhufendorf gegründet worden. Es liegt südlich von Waldesruh und südwestlich von Oberwürschnitz und Neuwiese an der Straße von Oberwürschnitz nach Hartenstein. Es ist die letzte Siedlung im Erzgebirgskreis vor der Grenze zum Landkreis Zwickau. Etwa 200 m südlich verläuft die Autobahn 72. Etwa 1 km westlich der Parkplatz Beuthenbach und etwa 1 km östlich die Anschlussstelle Hartenstein. Neuwittendorf liegt auf etwa 439 m.

## Geschichte
Die Siedlung ist nach 1830 auf der Siedlung Wittendorf als Ortsteil von Zschocken und Oberwürschnitz angelegt worden. Entsprechend gehörte der Ort anteilig zu den Ämtern Zwickau und Hartenstein. 1875 gehörte der Ort zunächst zur Amtshauptmannschaft Zwickau und später ab 1928 zur Amtshauptmannschaft Stollberg. 1950 war Neuwittendorf zunächst wiederum dem Kreis Zwickau zugehörig, bevor 1952 der erneute Wechsel zum Kreis Stollberg folgte, bis dieser 2008 im Erzgebirgskreis aufging. Der Oberwürschnitzer Teil Neuwittendorfs wurde 1911 nach Neuwiese eingemeindet, der Zschockener Anteil folgte erst 1928. Neuwiese gehört seit 1934 zu Neuwürschnitz und demzufolge heute zur Stadt Oelsnitz.
1843 lebten in Neuwittendorf 79 Personen. 1871 waren es bereits 152 und schließlich 1890 242. 1925 bekannten sich 390 Einwohner zum lutherisch-reformierten Glauben, 3 waren Katholiken und 2 waren anders- oder nicht gläubig.

## Belege
1. ↑  Wittendorf, Neu- – HOV | ISGV. Abgerufen am 16. August 2023.